# 2007–2008-as albán labdarúgó-bajnokság (első osztály)
A 2007-08-as szezon volt megalakulása óta a 72. szezon Albánia labdarúgó bajnokságának első osztályában (albán: Kategoria e Superiore).
A KF Tirana volt a címvédő, miután megnyerte a huszonharmadik címét az előző szezonban.

## Végeredmény

### Főcsoport
| No. | Klub             | Játék | Gy | D  | V  | Gólok | Pont |  |
| 1.  | KF Tirana        | 33    | 21 | 7  | 5  | 56:14 | 70   |  |
| 2.  | Partizani        | 33    | 18 | 11 | 4  | 47:22 | 65   |  |
| 3.  | Besa             | 33    | 17 | 5  | 11 | 45:36 | 56   |  |
| 4.  | Elbasani         | 33    | 13 | 13 | 7  | 40:24 | 52   |  |
| 5.  | Shkumbini Peqin  | 33    | 14 | 8  | 11 | 35:28 | 50   |  |
| 6.  | Tirana           | 33    | 14 | 7  | 12 | 46:36 | 49   |  |
| 7.  | Vllaznia         | 33    | 12 | 9  | 12 | 46:46 | 45   |  |
| 8.  | Flamurtari       | 33    | 10 | 14 | 9  | 35:37 | 44   |  |
| 9.  | Teuta            | 33    | 9  | 8  | 16 | 32:45 | 35   |  |
| 10. | Kastrioti        | 33    | 10 | 5  | 18 | 24:43 | 35   |  |
| 11. | Beselidhja Lezha | 33    | 9  | 7  | 17 | 31:52 | 34   |  |
| 12. | Skenderbeu       | 33    | 3  | 2  | 28 | 26:80 | 11   |  |

### Osztályozó

#### Döntő
| Teuta     | 2-1 | Burreli |
| Kastrioti | 0-1 | Lushnja |

## Fordítás
- Ez a szócikk részben vagy egészben  a   Kategoria e Superiore 2007/08 című albán Wikipédia-szócikk fordításán alapul.  Az eredeti cikk szerkesztőit annak laptörténete sorolja fel. Ez a jelzés csupán a megfogalmazás eredetét és a szerzői jogokat jelzi, nem szolgál a cikkben szereplő információk forrásmegjelöléseként.
- Ez a szócikk részben vagy egészben  a(z)   2007–08 Albanian Superliga című angol Wikipédia-szócikk fordításán alapul.  Az eredeti cikk szerkesztőit annak laptörténete sorolja fel. Ez a jelzés csupán a megfogalmazás eredetét és a szerzői jogokat jelzi, nem szolgál a cikkben szereplő információk forrásmegjelöléseként.